# Albert Fuller Ellis
Sir Albert Fuller Ellis (ur. 28 sierpnia 1869, zm. 11 lipca 1951) – badacz Pacyfiku, odkrył m.in. bogate złoża fosforytów na Nauru oraz Wyspie Banaba w 1900 r. Był członkiem British Phosphate Commission z ramienia Nowej Zelandii w latach 1921–1951.

## Życiorys
Urodził się w miejscowości Roma, Queensland. Jego rodzina przeniosła się do Auckland, gdzie uczęszczał do Cambridge District High School. Po ukończeniu liceum Ellis został zatrudniony w firmie John T. Arundel and Co. jako analityk i badacz. Firma ta, z siedzibą w Londynie, zajmowała się handlem fosforytami oraz koprą na Pacyfiku. Pracując w biurze tej firmy w Sydney w 1899 r., Ellis odkrył, że kamień przywieziony z Nauru, służący jako próg, był bogaty w fosforyty. Następnie pojechał na Nauru i potwierdził swoje odkrycie.
Prace na Wyspie Banaba ruszyły już trzy miesiące po jego odkryciu. Ellis zarządzał eksploatacją zasobów fosforytów na Nauru, która rozpoczęła się już w 1906 r. w ramach porozumienia zawartego z niemiecką administracją na wyspie. Po I wojnie światowej, Wielka Brytania, Australia i Nowa Zelandia otrzymały mandat powierniczy nad Nauru i wyznaczyły zespół znany jako British Phosphate Commission (Brytyjska Komisja ds. Fosforytów), który miał zarządzać wydobyciem i eksportem fosforytów z Nauru. Ellis został mianowany członkiem British Phosphate Commission z ramienia Nowej Zelandii.
W 1928 r. Ellis został odznaczony orderem św. Michała i św. Jerzego. W 1935 r. wydał w Australii książkę pt. Ocean Island and Nauru - their Story, która opowiada o odkryciu fosforytów i rozwoju przemysłu fosforytowego na Nauru i Wyspie Banaba.